# MLS Cup 2019

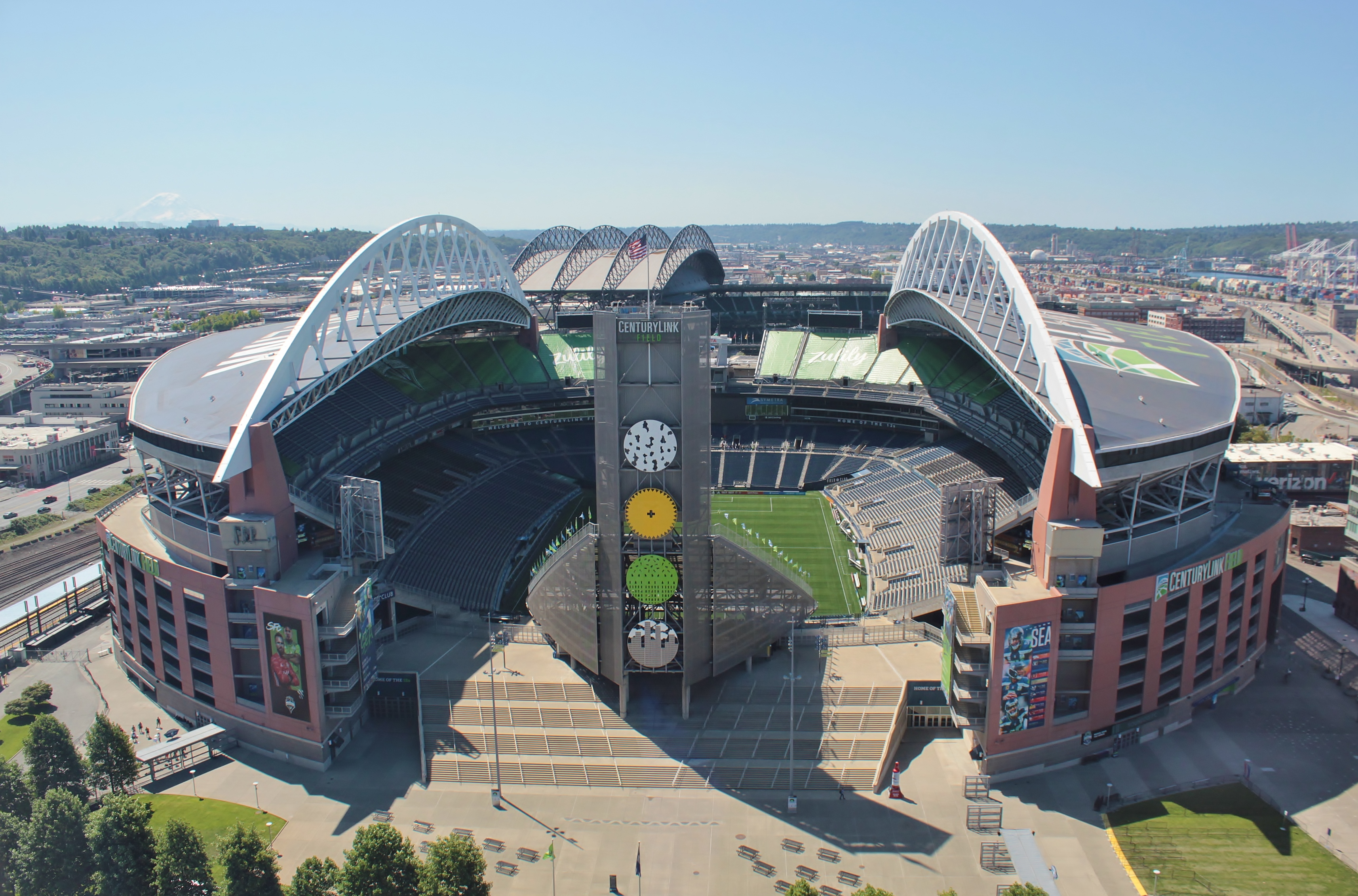
CenturyLink Field, sede de la final.

La MLS Cup 2019 fue la vigésimo cuarta final de la MLS Cup de la Major League Soccer de los Estados Unidos y Canadá. 
El partido se jugó el 10 de noviembre entre el Seattle Sounders FC y el Toronto FC en el CenturyLink Field, Seattle. Fue victoria por 3-1 para Seattle, quien se consagró campeón de la temporada 2019 de la MLS.
Es la tercera que vez que ambos equipos se enfrentaron en la MLS Cup, en la edición de 2016 fue victoria para Seattle y en la edición 2017 para Toronto.
El defensor del título, Atlanta United FC, fue eliminado en la final de la conferencia este por el Toronto FC. El equipo ganador de la Copa clasificará a la Campeones Cup de 2020.

## Camino a la final
La MLS Cup es la final de la postemporada de la Major League Soccer. La temporada 2019, 24ª edición en la historia, fue disputada por 24 equipos divididos en dos conferencias: Este y Oeste. Cada equipo jugó 34 encuentros en la temporada regular entre marzo y octubre, enfrentando a cada equipo de su conferencia dos veces y a los equipos de la otra en una ocasión. La postemporada (playoffs) fue jugada entre octubre y principios de noviembre, donde se enfrentaron los siete mejores de cada conferencia en cuatro rondas a partido único, una diferencia respecto a las ediciones anteriores donde los encuentros eran de ida y vuelta.
Los dos equipos finalistas se han enfrentado entre sí en 14 oportunidades, Seattle ha ganado nueve de estas. En la temporada 2019 se enfrentaron en abril, en Seattle, encuentro que fue victoria para los locales por 3-2.

### Seattle Sounders FC
El equipo de Seattle realizó cambios en su plantel esta temporada, fichando en su mayoría a jugadores de cantera. El club solo perdió un encuentro de los primeros 13 en la temporada regular, incluyendo una racha de seis encuentros sin perder. Durante el mes de mayo, el club perdió al veterano defensa Chad Marshall quien se retiró. Ese mismo mes fichó a los defensores Xavier Arreaga y Joevin Jones.
El club continuó con su racha de victorias durante el mes de junio y julio. A comienzos de agosto, Seattle Sounders perdió al defensor Román Torres por dopaje, quien recibió diez fechas de suspensión. Seattle ganó cuatro de las últimas siete fechas en la temporada regular, y consiguió el segundo lugar de la conferencia oeste solo superado por Los Angeles FC.
En la primera ronda de los play offs disputaron su encuentro de local contra el FC Dallas. Luego de empatar 3-3 en los 90 minutos, Jordan Morris dio la victoria al club por 4-3, Morris anotó un hat-trick ese día, el primero de su carrera. Por las semifinales de conferencia enfrentaron al Real Salt Lake de local, ganaron por 2-0 con goles de Gustav Svensson y Nicolás Lodeiro.
En la final de conferencia enfrentaron a Los Angeles FC, ganadores del Supporters Shield esa temporada y del jugador más valioso de la Major League Soccer 2019 Carlos Vela. LAFC consiguió la ventaja con gol de tiro libre de Eduard Atuesta, aunque Seattle consiguió la ventaja antes del medio tiempo con goles de Raúl Ruidíaz y Nicolás Lodeiro. El peruano Ruidíaz anotó el tercer tanto en el segundo tiempo, dando la victoria al Sounders por 3-1.

### Toronto FC
El Toronto FC comenzó la temporada con grandes bajas, como fue la salida de Sebastian Giovinco y Víctor Vázquez, y el término de contrato de Gregory van der Wiel. Entre las altas del club esa temporada destacan la de Alejandro Pozuelo, Nick DeLeon y Laurent Ciman, durante la temporada también ficharon a Omar Gonzales y Nicolas Benezet a préstamo.
El club no comenzó bien la temporada, con una racha de 2-7-4 en sus primeros trece encuentros. Sin embargo, terminaron cuartos en su conferencia, donde registraron una racha de diez encuentros invictos.
En la primera ronda de los play offs derrotaron al D.C. United por 5-1, cuatro de esos tantos anotados en el tiempo extra. Chocaron contra el New York City FC en las semifinales, Toronto ganó por 2-1 con gol de penalti del español Pozuelo a lo Panenka. En la final de conferencia enfrentaron al campeón defensor Atlanta United FC, Julian Gressel a los cuatro minutos de juego dio la ventaja a Atlanta, sin embargo los goles de Nicolas Benezet (14) y Nick DeLeon (78) dieron la victoria por 2-1 a Toronto, en ese encuentro Josef Martínez al minuto 11 erró un penalti para Atlanta, un jugador no acostumbrado a fallar estos lanzamientos.

## Partido
| 24    | POR   | Stefan Frei     |       |
| 18    | DEF   | Kelvin Leerdam  |       |
| 29    | DEF   | Román Torres    |       |
| 20    | DEF   | Kim Kee-hee     |       |
| 11    | DEF   | Brad Smith      | 61'   |
| 4     | MED   | Gustav Svensson |       |
| 7     | MED   | Cristian Roldán |       |
| 33    | MED   | Joevin Jones    |       |
| 10    | DEL   | Nicolás Lodeiro |       |
| 13    | DEL   | Jordan Morris   | 85'   |
| 9     | DEL   | Raúl Ruidíaz    | 90+2' |
| D. T. | D. T. | Brian Schmetzer |       |

| 16 | POR | Quentin Westberg  |     |
| 96 | DEF | Auro              |     |
| 23 | DEF | Chris Mavinga     |     |
| 44 | DEF | Omar González     |     |
| 2  | DEF | Justin Morrow     |     |
| 8  | MED | Marky Delgado     | 9'  |
| 4  | MED | Michael Bradley   |     |
| 21 | MED | Jonathan Osorio   | 11' |
| 31 | MED | Tsubasa Endoh     |     |
| 10 | MED | Alejandro Pozuelo |     |
| 7  | DEL | Nicolas Benezet   | 8'  |

| 8  | MED | Víctor Rodríguez | 61'   |
| 21 | MED | Jordy Delem      | 85'   |
| 25 | DEL | Xavier Arreaga   | 90+2' |

| 18 | MED | Nick DeLeon   | 62' |
| 17 | DEL | Jozy Altidore | 68' |
| 22 | MED | Richie Laryea | 77' |

| 57' · 76' · 90' | Kelvin Leerdam Víctor Rodríguez Raúl Ruidíaz | 1:0 2:0 3:0 |

| 90+3' | Jozy Altidore |  |

| 90+1' | Raúl Ruidíaz |

| 72' | Alejandro Pozuelo |

| Principal  | Allen Chapman  |
| Asistentes | Brian Dunn     |
|            | Corey Rockwell |
| Cuarto     | Rubiel Vazquez |
| Quinto     | Brian Poeschel |

| VAR            | Edvin Jurisevic   |
| Asistentes VAR | Cameron Blanchard |

| Alineación inicial |

| 24    | POR   | Stefan Frei     |       |
| 18    | DEF   | Kelvin Leerdam  |       |
| 29    | DEF   | Román Torres    |       |
| 20    | DEF   | Kim Kee-hee     |       |
| 11    | DEF   | Brad Smith      | 61'   |
| 4     | MED   | Gustav Svensson |       |
| 7     | MED   | Cristian Roldán |       |
| 33    | MED   | Joevin Jones    |       |
| 10    | DEL   | Nicolás Lodeiro |       |
| 13    | DEL   | Jordan Morris   | 85'   |
| 9     | DEL   | Raúl Ruidíaz    | 90+2' |
| D. T. | D. T. | Brian Schmetzer |       |

| 16 | POR | Quentin Westberg  |     |
| 96 | DEF | Auro              |     |
| 23 | DEF | Chris Mavinga     |     |
| 44 | DEF | Omar González     |     |
| 2  | DEF | Justin Morrow     |     |
| 8  | MED | Marky Delgado     | 9'  |
| 4  | MED | Michael Bradley   |     |
| 21 | MED | Jonathan Osorio   | 11' |
| 31 | MED | Tsubasa Endoh     |     |
| 10 | MED | Alejandro Pozuelo |     |
| 7  | DEL | Nicolas Benezet   | 8'  |

| 8  | MED | Víctor Rodríguez | 61'   |
| 21 | MED | Jordy Delem      | 85'   |
| 25 | DEL | Xavier Arreaga   | 90+2' |

| 18 | MED | Nick DeLeon   | 62' |
| 17 | DEL | Jozy Altidore | 68' |
| 22 | MED | Richie Laryea | 77' |

| 57' · 76' · 90' | Kelvin Leerdam Víctor Rodríguez Raúl Ruidíaz | 1:0 2:0 3:0 |

| 90+3' | Jozy Altidore |  |

| 90+1' | Raúl Ruidíaz |

| 72' | Alejandro Pozuelo |

| Principal  | Allen Chapman  |
| Asistentes | Brian Dunn     |
|            | Corey Rockwell |
| Cuarto     | Rubiel Vazquez |
| Quinto     | Brian Poeschel |

| VAR            | Edvin Jurisevic   |
| Asistentes VAR | Cameron Blanchard |

| Alineación inicial |

| 24    | POR   | Stefan Frei     |       |
| 18    | DEF   | Kelvin Leerdam  |       |
| 29    | DEF   | Román Torres    |       |
| 20    | DEF   | Kim Kee-hee     |       |
| 11    | DEF   | Brad Smith      | 61'   |
| 4     | MED   | Gustav Svensson |       |
| 7     | MED   | Cristian Roldán |       |
| 33    | MED   | Joevin Jones    |       |
| 10    | DEL   | Nicolás Lodeiro |       |
| 13    | DEL   | Jordan Morris   | 85'   |
| 9     | DEL   | Raúl Ruidíaz    | 90+2' |
| D. T. | D. T. | Brian Schmetzer |       |

| 16 | POR | Quentin Westberg  |     |
| 96 | DEF | Auro              |     |
| 23 | DEF | Chris Mavinga     |     |
| 44 | DEF | Omar González     |     |
| 2  | DEF | Justin Morrow     |     |
| 8  | MED | Marky Delgado     | 9'  |
| 4  | MED | Michael Bradley   |     |
| 21 | MED | Jonathan Osorio   | 11' |
| 31 | MED | Tsubasa Endoh     |     |
| 10 | MED | Alejandro Pozuelo |     |
| 7  | DEL | Nicolas Benezet   | 8'  |

| 8  | MED | Víctor Rodríguez | 61'   |
| 21 | MED | Jordy Delem      | 85'   |
| 25 | DEL | Xavier Arreaga   | 90+2' |

| 18 | MED | Nick DeLeon   | 62' |
| 17 | DEL | Jozy Altidore | 68' |
| 22 | MED | Richie Laryea | 77' |

| 57' · 76' · 90' | Kelvin Leerdam Víctor Rodríguez Raúl Ruidíaz | 1:0 2:0 3:0 |

| 90+3' | Jozy Altidore |  |

| 90+1' | Raúl Ruidíaz |

| 72' | Alejandro Pozuelo |

| Principal  | Allen Chapman  |
| Asistentes | Brian Dunn     |
|            | Corey Rockwell |
| Cuarto     | Rubiel Vazquez |
| Quinto     | Brian Poeschel |

| VAR            | Edvin Jurisevic   |
| Asistentes VAR | Cameron Blanchard |

| Alineación inicial |

| 24    | POR   | Stefan Frei     |       |
| 18    | DEF   | Kelvin Leerdam  |       |
| 29    | DEF   | Román Torres    |       |
| 20    | DEF   | Kim Kee-hee     |       |
| 11    | DEF   | Brad Smith      | 61'   |
| 4     | MED   | Gustav Svensson |       |
| 7     | MED   | Cristian Roldán |       |
| 33    | MED   | Joevin Jones    |       |
| 10    | DEL   | Nicolás Lodeiro |       |
| 13    | DEL   | Jordan Morris   | 85'   |
| 9     | DEL   | Raúl Ruidíaz    | 90+2' |
| D. T. | D. T. | Brian Schmetzer |       |

| 16 | POR | Quentin Westberg  |     |
| 96 | DEF | Auro              |     |
| 23 | DEF | Chris Mavinga     |     |
| 44 | DEF | Omar González     |     |
| 2  | DEF | Justin Morrow     |     |
| 8  | MED | Marky Delgado     | 9'  |
| 4  | MED | Michael Bradley   |     |
| 21 | MED | Jonathan Osorio   | 11' |
| 31 | MED | Tsubasa Endoh     |     |
| 10 | MED | Alejandro Pozuelo |     |
| 7  | DEL | Nicolas Benezet   | 8'  |

| 8  | MED | Víctor Rodríguez | 61'   |
| 21 | MED | Jordy Delem      | 85'   |
| 25 | DEL | Xavier Arreaga   | 90+2' |

| 18 | MED | Nick DeLeon   | 62' |
| 17 | DEL | Jozy Altidore | 68' |
| 22 | MED | Richie Laryea | 77' |

| 57' · 76' · 90' | Kelvin Leerdam Víctor Rodríguez Raúl Ruidíaz | 1:0 2:0 3:0 |

| 90+3' | Jozy Altidore |  |

| 90+1' | Raúl Ruidíaz |

| 72' | Alejandro Pozuelo |

| Principal  | Allen Chapman  |
| Asistentes | Brian Dunn     |
|            | Corey Rockwell |
| Cuarto     | Rubiel Vazquez |
| Quinto     | Brian Poeschel |

| VAR            | Edvin Jurisevic   |
| Asistentes VAR | Cameron Blanchard |

| Alineación inicial |

|                                        |
| Bandera del Estado de Washington       |
| Campeón Seattle Sounders FC 2.º título |